# اچ‌ام‌اس سویفت‌سور (اس۱۲۶)
اچ‌ام‌اس سویفت‌سور (اس۱۲۶) (به انگلیسی: HMS Swiftsure (S126)) یک زیردریایی بود که طول آن ۸۲٫۹ متر (۲۷۲ فوت ۰ اینچ) بود. این زیردریایی در سال ۱۹۷۱ ساخته شد.